# Élie Jean François Le Guillou
Pour les articles homonymes, voir Le Guillou.
Élie Jean François Le Guillou (né à Quimperlé, Finistère, France, le 30 juin 1806 et mort le 1er janvier 1894 à Toulon, Var, France) est un chirurgien de la marine et naturaliste français.

## Biographie
Fils de Henry Le Guillou, docteur en médecine, et de Jeanne Jacquette Molier, sans profession,, Élie Jean François Le Guillou est né à Quimperlé dans le Finistère le 30 juin 1806,,. Il est le frère de Corentin-Marie Le Guillou (1804-1890), abbé et compositeur de musique,.
En 1824, il est nommé aide chirurgien de la Marine puis chirurgien de troisième classe de la Marine.
Il devient membre de la Société géologique de France en 1834 puis soutient, la même année, sa thèse de doctorat en médecine sur L'observation d’irruptions varioleuses faites à bord du brick de guerre le Cuirassier.
Il réalise une campagne maritime en Islande en 1835 comme second du chirurgien-naturaliste Joseph Paul Gaimard à bord de La Recherche afin d'essayer de retrouver Jules de Blosseville disparu sur La Lilloise en 1833,, une à Terre-Neuve en 1836 et une au Portugal en 1837 lors desquelles il collecte des échantillons minéralogiques qu'il dépose au Muséum National d'Histoire Naturelle.
En 1837, il est promu chirurgien de deuxième classe.
De 1837 à 1840, Élie Le Guillou participe, comme chirurgien à bord de La Zélée, à l'expédition des navires français L'Astrolabe et La Zélée vers le pôle Sud, dirigée par Jules Dumont d'Urville,,,.
Pendant l'expédition, Élie Le Guillou, premier chirurgien à bord de La zélée, s'est opposé aux capitaines Charles Hector Jacquinot et Jules Dumont d'Urville, ses supérieurs hiérarchiques, à propos de la situation sanitaire à bord de La Zélée qu'il jugeait des plus préoccupante. Au retour de l'expédition, il a été écarté des honneurs rendus, et n'a pas participé à la rédaction du récit de voyage. Il dépose ses collections minéralogiques, botaniques et zoologiques constituées pendant le voyage au Muséum National d'Histoire Naturelle et publie son propre récit de voyage en marge du récit officiel,. Il publie 
également, en marge des publications des autres naturalistes de l'expédition, la description de certains spécimens d'invertébrés qu'il a collecté et dont il est l'auteur.
Il effectue en 1846 une mission scientifique à Madagascar. Il est promu chirurgien de première classe en 1856.
Après 36 ans de carrière et 14 campagnes maritimes, il prend sa retraite en 1860 après avoir été nommé au grade de chevalier de la Légion d'honneur.
Pendant le siège de Paris (1870-1871), il participe à la formation du Bataillon des tirailleurs des ternes et exerce comme médecin-major au sein de ce bataillon. Il est atteint d’un érysipèle de la face qui a failli lui faire perdre la vue, maladie contractée au contact d’un blessé mort d’un érysipèle phlegmoneux.
Il est promu officier de la Légion d'honneur en 1875 pour son action pendant le siège de Paris. Il retourne à Toulon en 1889.
Célibataire, il est mort le 1er janvier 1894 à Toulon.

## Le voyage d'Élie Le Guillou au Pôle sud et dans l'Océanie sur la corvetteLa Zélée
Élie Le Guillou quitte Toulon le 7 septembre 1837 à bord de La Zélée comme chirurgien de seconde classe pour atteindre Tenerife le 29 septembre 1837 où une quarantaine de 4 jours est imposée aux navires. Le 4 octobre, il effectue l'ascension du Teide avec Clément Adrien Vincendon-Dumoulin, Aimé Coupvent-Desbois, Antoine Pavin de la Farge et Eugène du Bouzet.

Trajet de l'expédition 1837-1840.

Les navires de l'expédition se dirigent ensuite vers le Détroit de Magellan et arrivent à Puerto del Hambre le 15 décembre 1837 après s'être détournés de leur route et avoir débarqué à Rio de Janeiro Louis-Emmanuel Lemaistre Duparc (qualifié par Dumont d'Urville de « poltron ») le 13 novembre 1837 pour cause de maladie. Le Guillou accompagne notamment le capitaine Jacquinot, Eugène du Bouzet, Charles Jules Adolphe Thanaron et Louis-Marie-François Tardy de Montravel lors de l'exploration de la rivière La Serger (probablement le Rio San Juan dont l'embouchure est située à Punta Sedger). Le 22 décembre 1837, il effectue l'ascension de la montagne du Tarn avec une douzaine de ses compagnons. Il récolte des échantillons de roches en différents points du détroit comme au Cap Froward ou à Port-Gallant au fond de la baie Fortescue. Il explore avec Dumont d'Urville et Jacquinot la rivière de Gennes (Rio Gennes). Le 4 janvier 1838, l'expédition rencontre des Patagons.
L'expédition sort ensuite du détroit pour se diriger au sud. Les premiers icebergs sont aperçus le 15 janvier 1838 puis c'est au tour de la banquise. L'île Laurie est atteinte le 3 février et les navires poussent jusqu'à 62° de latitude sud. L'apparition du scorbut impose un retour plus au nord vers l'île Powell où Le Guillou débarque seul avec Eugène du Bouzet. Le 25 février 1838, les îles Shetland du Sud sont en vue. Le matelot Le Preux meurt du scorbut et une trentaine de marins sont malades. Concernant le scorbut à bord de La Zélée, le capitaine Jacquinot demande à Le Guillou de ne pas prononcer ce mot pour ne pas effrayer
l'équipage.
L'Astrolabe et La Zélée font ensuite relâche pendant un mois et demi à Talcahuano au Chili. Après vingt jours de mouillage, la situation sanitaire liée au scorbut s'améliore et Le Guillou entreprend une expédition au volcan d'Antuco en suivant le cours du Rio Biobío pour récolter des échantillons géologiques. Il passe par Conceptión, Chiguayante, Hualqui, Quilacoya, puis Yumbel et Tucapel, mais il lui est impossible de traverser la rivière de Laja et il renonce.
L'expédition quitte Talcahuano le 23 mai 1838 pour Valparaiso qu'elle atteint le 25 mai. Elle fait escale dans l'Archipel Juan Fernández où Le Guillou collecte des échantillons de roches. Il débarque le 4 août sur Mangareva dans l'archipel des Gambier. Le 24 août 1838, les navires atteignent Nuku Hiva dans l'archipel des Marquises. Le Guillou y organise une excursion au cours de laquelle il doit fuir un conflit entre tribus. Sur les frégates, on l'a cru mort et des préparatifs de vengeance étaient en cours.
Les navires quittent Nuku Hiva le 2 septembre pour Tahiti ou Le Guillou débarque et rencontre des membres de l'équipage de la frégate La Venus commandée par Abel Aubert du Petit-Thouars. Les navires poursuivent vers Bora Bora, puis l'île Rose avant de croiser le 24 septembre 1838 les îles de Fanfoué et Leoné (Manu'a et Olosega aux Samoa américaines) et d'atteindre Upolu aux Samoa où Le Guillou visite Hapia (Apia). Le 5 Octobre 1838, l'expédition arrive à Vavao (Vavaʻu) aux Tonga où Le Guillou visite Nacafou (Neiafu). L'expédition poursuit en direction de l'archipel Hapaï (Haʻapai, Tonga) où une visite est organisée sur l'île Lafanga (Lofanga, Tonga). Les navires atteignent ensuite les îles Fotoua (Fotuhaʻa, Tonga), Kéo (Kao, Tonga) et Laguemba (Lakeba, Fidji).
Le 16 octobre 1838, L'Astrolabe et La Zélée mouillent devant Piva (île de Viwa située à l'est de l'île de Viti Levu, Fidji). Une expédition punitive est organisée pour venger la mort de Desbureaux, capitaine de L'Aimable Joséphine, massacré avec son équipage par le roi Makanassé pour qui il exerçait ses services contre rétribution pour asservir les îles avoisinantes. La population ayant fui, les équipages incendient un village vide. Les états-majors rendent visite au roi (Tanoa Visawaqa) de Bao (île de Bau).
Le Guillou débarque à Ovalau et visite le village de Lébouka (Levuka).
L'expédition se dirige ensuite vers l'Île de Pentecôte aux Vanuatu, puis Vanikoro et Tinakoro (Tinakula) dans l'archipel des îles Santa Cruz à l'est des îles Salomon. Elle croise les îles Anna et Catalina (Santa Ana et Santa Catalina) avant d'atteindre l'île San Cristobal puis Guadalcanal. Le cap est ensuite mis sur l'archipel des Îles Carolines et les îles Hogoleu (Îles Truk, États fédérés de Micronésie) où quelques naturels sont tués lors d'une escarmouche et les navires atteignent Guam le 31 décembre 1838. Le trajet se poursuit vers Gouap (Îles Yap), Pelew (Palaos) et Mindanao aux Philippines où une visite est organisée et où Le Guillou collecte des plantes. Il reprend vers Pulau Sangihe (Kabupaten des îles Sangihe, Indonésie) et atteint Ternate dans l'archipel des Moluques où Le Guillou réalise l'ascension du Gunung Gamalama. L'Astrolabe et La Zélée se dirigent ensuite vers Amboine (île d'Ambon) et les îles Banda où Le Guillou participe à l'excursion organisée au Gunung Api.
Après une tentative infructueuse du passage du Détroit de Torrès (situé entre L'Australie et la Papouasie-Nouvelle-Guinée) d'Est en Ouest, l'expédition fait relâche à Raffles bay le 27 mars 1839 où Le Guillou rencontre des Aborigènes. Le voyage se poursuit vers Port Essington puis les îles Arrou (îles Aru, Indonésie) et Céram où Le Guillou visite l'île en compagnie de Clément Adrien Vincendon-Dumoulin et de Pierre Antoine Lafond. Les navires se dirigent ensuite vers Bourou (île de Buru, Indonésie) et atteignent Makassar sur l'île de Célèbes le 20 mai 1839. Le Guillou organise une excursion à Goa (Royaume de Gowa) où il visite des ruines. L'île de Bornéo est atteinte début juin 1839 et Le Guillou participe à une visite à proximité de Banjer-Massim (Banjarmasin).
L'expédition rejoint Java en juin 1839 où Le Guillou visite Batavia (Jakarta) puis Beutenzorg (Bogor) où il rencontre le naturaliste néerlandais Eltio Alegondas Forsten. Il visite le Jardin botanique de Bogor et reproduit les gravures de pierres gravées (Batutulis ou Batœ-Tœlis).
Les navires passent ensuite au large de l'île de Bangka et de Sumatra pour rejoindre Singapour que Le Guillou visite en juin 1839. L'équipage est atteint de fièvres et de dysenterie. L'expédition se dirige ensuite vers Bornéo et mouille devant l'embouchure de la rivière Sambas. En juillet 1839, L'Astrolabe et La Zélée atteignent l'archipel Soulou (Archipel de Sulu, aux Philippines) où Le Guillou débarque avec Lafond. Les frégates poursuivent vers l'île de Mindanao et Zambouangan (Zamboanga) où une visite est organisée. À l'exception d'un mort du tétanos sur L'Astrolabe et d'un mort sur La Zélée, les malades guérissent.
L'expédition sort du détroit de Macassar le 13 septembre 1839 après avoir pratiqué, lors d'une escale à proximité d'une mangrove de Bornéo, une chasse aux singes Nasicas (Nasalis larvatus). Samarang (Semarang), sur l'île de Java, est atteinte le 18 septembre 1839 où une visite est organisée. Dumont d'Urville fait une violente  crise de goutte qui fait craindre pour sa vie et le commandement est temporairement confié à Rauquemaurel. Le Guillou visite Salatiga en compagnie de Jacquinot et Dumont d'Urville. Le départ est ordonné le 1er octobre et les navires passent par Jakarta puis le détroit de la Sonde (entre Java et Sumatra) avant de rejoindre Tchingui sur l'île de Sumatra à proximité de RajaBassa. La maladie se déclare à bord en raison du climat.
Le 9 octobre 1839, 12 hommes sont malades de la dysenterie sur La Zélée. Le Guillou alerte le capitaine Jacquinot dont la réponse est, selon lui, « éloignée des convenances. » Le Guillou cessera complétement ses rapports avec lui à partir de cette date et s'adresse directement à Dumont d'Urville. Peu de cas de dysenterie étant présent à bord de L'Astrolabe, Dumont d'Urville décide d'appareiller pour Hobart en Tasmanie pour un très long voyage contre l'avis de Le Guillou. Le nombre de dysentériques s'accroit au cours du voyage et la maladie atteint sa pleine intensité 1 mois après avoir quitté Sumatra.
L'état-major est également atteint et le 4 novembre 1839 le premier mort est à déplorer sur La Zélée. La Zélée comptera jusqu'à une vingtaine de dysentériques. Le Guillou est très affecté par la situation et écrira "Jusqu'au 12 décembre et l'arrivée à Hobart, on peut suivre le sillage de la corvette à la trace des cadavres". Le 6 novembre une nouvelle mort survient. Le Guillou demande que Dumont d'Urville soit informé de la situation à bord de La Zélée et souhaite faire relâche sans attendre Hobart. Le Guillou se rend sur L'Astrolabe pour alerter Dumont d'Urville. Les corvettes continuent leur route vers Hobart sans faire relâche et les morts se succèdent jusqu'à la veille de l'arrivée.
À l'arrivée à Hobart, les malades survivants sont débarqués et soignés à terre. Dans son récit de voyage, Le Guillou remercie l'infirmier Lemoine, ainsi que Richieux, Got et Jouannard pour leur dévouement aux malades. Il remercie également les Anglais Edward Samuel Bedford, médecin en chef, et William Moriarty, capitaine de port, pour avoir aidé à constituer un hôpital à terre. La santé de l'équipage s'améliore globalement mais il y a encore des morts dont le mousse Moreau. Le Guillou rencontre John Franklin, gouverneur de la Tasmanie, qui donne un bal en l'honneur des officiers français.
Le bilan à bord de La Zélée est de 12 morts. Le Guillou demande à Dumont d'Urville de prolonger la relâche car l'équipage est encore affaibli. Le Capitaine Jacquinot est contraint de recruter de nouveaux membres d'équipage.
Hombron, à la santé fragile, reste s'occuper des malades qui ne peuvent embarquer. Jacquinot arrange les malades en leur indiquant que seuls ceux qui participeront à cette partie de l'expédition seront récompensés par le gouvernement et certains marins encore faibles embarquent.
L'Astrolabe et La Zélée appareillent le 1er janvier 1840 deux heures après la mort d'Ernest Goupil, dessinateur de l'expédition. Peu après le départ, quatre convalescents retombent malades et le 14 janvier, l'un d'entre eux meurt.
Le 16 janvier 1840, les membres de l'expédition aperçoivent les premières glaces. Le 18 janvier, les navires franchissent le 64e parallèle. Le 21 janvier, la terre est en vue. Le Guillou débarque avec du Bouzet et recueille des échantillons géologiques. Dumont d'Urville nomme cette terre, Terre Adélie en hommage à son épouse qui se prénomme Adèle. Les navires ont franchi le Cercle antarctique et Le Guillou avait déjà franchi le Cercle arctique à bord de La Recherche en 1835 pour essayer de retrouver Blosseville. Le 23 janvier, La Zélée est séparée, pour la première et seule fois de l'expédition, de L'Astrolabe. Les navires longent ensuite la côte de Clarie nommée du prénom de l'épouse du capitaine Jacquinot. Ils croisent un navire américain (probablement Charles Wilkes) mais les navires ne s'accostent pas. Le retour est ordonné le 2 février et ils sont de retour à Hobart le 17 février 1840 après avoir atteint une latitude maximale de 66°30'.
L'expédition est de retour le 17 février 1840 à Hobart où deux marins sont morts à l'hôpital entre temps, les autres malades étant en bonne voie de guérison. Le Guillou débarque deux malades de La Zélée qu'il souhaite laisser à Hobart mais Dumont d'Urville s'y oppose. Le bilan humain est alors de 18 morts à bord de La Zélée et de nouveaux matelots sont recrutés. Les malades n'ayant plus besoin de soins, Le Guillou organise une excursion dans les terres où il rencontre Ronald Campbell Gunn du côté de Glenleith au nord de New Norfolk chez son beau-père Jamieson. Les navires reprennent la mer le 26 février 1840.
Les côtes de la Nouvelle-Zélande sont en vue le 7 mars et L'Astrolabe et La Zélée mouillent dans la baie de Sarah’s Bosom (Port Ross dans les îles Auckland) le 11 mars. Les navires font ensuite halte à Otago (Otakou à l'entrée de la baie de Dunedin), Akaroa puis Taoné-Roa (Teoneroa ou la Baie de la Pauvreté) et la Baie des Îles. L'expédition atteint ensuite la ville de Koro-Raréka (Russel) où Dumont d'Urville refuse, pour des raisons politiques, l'invitation de William Hobson en tant que gouverneur mais accepte celle du même capitaine. Élie Le Guillou ne rencontre pas l'évêque des lieux, Jean-Baptiste Pompallier, parti en tournée apostolique mais son vicaire M. Petit ainsi que Charles de Thierry.
L'expédition passe ensuite en vue de l'Île Matthew avec son volcan en activité, puis les 13 et 14 mai 1840 à proximité des îles Chabrol et Halgan (Lifou et Ouvéa, îles Loyauté). Le 31 mai, les navires atteignent l'Île Darnley et mouillent à Teacheron Bay (Treacherous Bay). Le 1er juin, les corvettes s'échouent (probablement sur Warrior reef) et les équipages sont prêts à abandonner les navires. La Zélée puis L'Astrolabe sont remises à flot et les canots passent devant pour baliser le passage. Le Guillou visite l'Île Warrior (Tudu) pendant le balisage. Finalement, le détroit de Torrès est franchi (mais d'Est en Ouest).
Le 25 juin 1840, en rade de Kupang au Timor, Dumont d'Urville demande à ses officiers de prendre la date du 26 juin (date de France) pour prendre en compte le fait que l'expédition a fait le tour du monde d'Est en Ouest et lit sa lettre de mission. Les navires se rendent ensuite à Bourbon (La Réunion) et mouillent devant Saint-Denis. Le Guillou réalise une excursion sur les champs de basalte et rencontre Jean Michel Claude Richard. L'expédition repart le 1er août 1840, passe le Cap de Bonne-Espérance et s'arrête à Jamestown à Sainte-Hélène où un pèlerinage sur la tombe vide de Napoléon Ier est organisé. Le Guillou rencontre John Henry Lefroy. Le 20 octobre 1840, les Açores sont en vue et le 31 octobre, le détroit de Gibraltar est franchi. Le 6 novembre, le cap Cépet est en vue et L'Astrolabe et La Zélée sont de retour à Toulon le 7 novembre 1840.

## La polémique entre Élie Le Guillou, Jules Dumont d'Urville et Charles Hector Jacquinot
Élie Le Guillou participe, du 7 septembre 1837 au 7 novembre 1840, au voyage au Pôle sud et dans l'Océanie sur les corvettes L'Astrolabe et La Zélée sous les ordres du capitaine Jacquinot et du capitaine Dumont d'Urville,,. Il est chirurgien de deuxième classe à bord de La Zélée, commandée par le capitaine Charles Hector Jacquinot ami de longue date de Jules Dumont d'Urville, avec comme particularité d'avoir sous ses ordres le demi-frère de celui-ci, Honoré Jacquinot, chirurgien de troisième classe. Cette situation sera, d'après Le Guillou, source "d'ennuyeuses tracasseries en cours de voyage, et au retour, l'occasion d'injustices plus regrettables encore". Il est également à noter que Charles Jules Adolphe Thanaron, cousin de Charles Jacquinot, était lieutenant de vaisseau à bord de La Zélée.
Au cours du voyage, Elie Le Guillou s'oppose plusieurs fois à sa hiérarchie concernant la situation sanitaire de La Zélée dont il est le premier chirurgien,. Il s'oppose tout d'abord à Jules Dumont d'Urville en lui demandant de prolonger la relâche au Chili à la suite de l'épisode de scorbut qui a atteint les équipages, et tué deux marins à bord de La Zélée, demande qui sera refusée. Le 9 octobre 1839, 12 hommes étant malades de la dysenterie sur La Zélée, Le Guillou alerte le capitaine Jacquinot dont la réponse est, selon lui, « éloignée des convenances ». Le Guillou cesse à compter de cette date ses relations avec le capitaine Jacquinot et alerte directement Jules Dumont d'Urville qui a dissimulé sa véritable intension d'aller vers le pôle depuis Hobart, et qui décide d'appareiller pour la Tasmanie contre l'avis de Le Guillou. Le 6 novembre 1839, Le Guillou alerte de nouveau Dumont d'Urville sur la situation sanitaire à bord de La Zélée et lui demande de se dérouter. Après visite de Jules Dumont d'Urville à bord de La Zélée et consultation de Jacquinot et de ses officiers, Jules Dumont d'Urville prend la décision de poursuivre vers Hobart,. Une vingtaine de marins mourront de la dysenterie pendant cette partie du voyage et Jules Dumont d'Urville affirmera que « rien ne pouvait présager des pertes nombreuses que nous devions faire » tout en accusant Élie Le Guillou de négligence.
À la suite de la publication du second tome du récit de voyage de Dumont d'Urville (à titre posthume) où celui-ci met en cause Le Guillou concernant l'épisode de scorbut en ces termes : "M. Hombron s'était rendu à mes raisons, à mes assurances pour le reste du voyage ; mais M. Le Guillou sous le prétexte d'humanité, persistait à dire que la mal existait toujours chez ces hommes, prêt à reparaître au premier moment, et à sévir avec plus de force que jamais. Ces prédictions imprudentes qu'il affectait de répéter hautement me contrariaient beaucoup, ainsi que M. le capitaine Jacquinot, et je fus obligé de donner l'ordre positif à ce médecin de garder par devers lui ses opinions fâcheuses, sans leur donner une dangereuse publicité. Pour un homme dans sa position, auquel une semblable campagne ouvrait une carrière si honorable, j'avais peine alors à m'expliquer une conduite si bizarre. J'ignorais encore que ce chirurgien en avait déjà assez du voyage, et qu'il voulait m'amener à renvoyer la Zélée en France. De là date la première origine des griefs qui le poussèrent à de si inconcevables récriminations envers ses chefs.", Le Guillou adresse ses reproches au chef de l'expédition, décédé entre temps, dans une note en fin du second volume de son propre récit de voyage. Il rappelle que l'épisode de scorbut n'était que le début des problèmes sanitaires sur les navires et que l'affaiblissement des équipages a conduit aux plus graves conséquences avec 19 morts de la dysenterie sur La Zélée. Concernant l'épisode de l'épidémie de dysenterie et de ses nombreux morts, Le Guillou considère qu'il aurait dû être écouté et qu'en temps que médecin il a le droit de conseil, de critique et de récrimination et que Dumont d'Urville doit assumer ses responsabilités. Il rappelle un extrait de la lettre de mission de Dumont d'Urville : "la plus belle découverte ne vaut pas la vie d'un homme" et affirme que "[n]ous ne voulions que la conservation des hommes, M. d'Urville ne voyait que la gloire". Il ajoutera quelques années plus tard que le voyage s'est apparentée à une "odyssée jalonnée de cadavres".
Au retour de l'expédition, Le Guillou a déposé un rapport circonstancié au ministère de la marine en décembre 1840,, rapport resté sans suite et que Le Guillou pense avoir été détruit sur ordre de Jules Dumont d'Urville. Il est écarté des honneurs rendus et ne sera pas décoré de la légion d'honneur le 25 janvier 1841 contrairement à la plupart des membres des états-majors de L'Astrolabe et de La Zélée. Le Guillou dit avoir reçu, en février 1841, une lettre du conseil de santé de Toulon s'étonnant du fait qu'il n'ai pas été compris dans les faveurs du voyage et qui demande la légion d'honneur pour lui. Il ne participe pas à la rédaction du récit de voyage. Il se rapproche de Jacques Arago, détracteur de Dumont d'Urville, et publie son propre récit de voyage en marge du récit officiel,.
Il dépose ses collections minéralogiques, botaniques et zoologiques constituées pendant le voyage au Muséum National d'Histoire Naturelle et entreprend de publier, en marge des publications des naturalistes officiels de l'expédition, la description de certains spécimens d'invertébrés qu'il a collectés.
L'Académie des sciences, au travers de Léonce Élie de Beaumont et de Louis Cordier, admiratifs du travail de Le Guillou, s'inquiète de la séparation de ses travaux et de ceux d'Hombron et Jacquinot et demande au contre-amiral Dumont d'Urville d'intercéder auprès du Ministère de la marine de manière que Le Guillou puisse être mis à disposition et puisse participer aux travaux de description naturaliste. D'après Le Guillou, Jules Dumont d'Urville a refusé et demandé à Elie Le Guillou de réembarquer. Celui-ci s'est mis en congé avec perte de solde pour pouvoir publier ses travaux. L'Académie des sciences à par ailleurs décidé d'écrire au ministre de la marine pour demander la permission à Le Guillou de prolonger son séjour à Paris. A propos de la non participation de Le Guillou à rédaction de la partie zoologique du récit de voyage, l'Académie royale des sciences de Paris indiquera que "les personnes impartiales regretterons que le nom de ce naturaliste zélé ne figure pas sur la liste des rédacteur[s] de la partie zoologique de l'ouvrage qui va être publié par l'ordre du ministre de la marine". La Société cuvierienne, dont Le Guillou est membre, demande au travers de Sauveur Petit de la Saussaye à Jacquinot et Hombron de ne pas se séparer de Le Guillou et de ne pas considérer comme non avenu le travail de celui-ci
De fait, les travaux de Le Guillou seront publiés séparément des travaux des naturalistes officiels de l'expédition. Le compte-rendu officiel de la zoologie du voyage de L'Astrolabe et de La Zélée ignore les publications de Le Guillou, qui semble avoir été pour le moins en mauvais termes avec les autorités,.
Concernant la seconde intervention de Le Guillou à propos de la dysenterie, le 6 novembre 1839, demandant à Dumont d'Urville de se dérouter,,,. Dumont d'Urville et Jacquinot affirment que lors de son intervention auprès de Dumont d'Urville, Le Guillou se serait prétendu chargé par les officiers de la Zélée, Eugène du Bouzet, Louis-Marie-François Tardy de Montravel et Aimé Coupvent-Desbois de demander à changer de route pour relâcher face à la situation sanitaire sur La Zélée,. À la suite de l'intervention de Le Guillou, Dumont d'Urville, qui accuse Le Guillou d'être un médecin négligeant, s'est rendu sur La Zélée et après discussion avec Jacquinot et ses officiers, qui ont affirmé ne rien avoir demandé, a décidé de poursuivre la route des deux navires vers Hobart,,,. Le Guillou, lui, affirme qu'il a exposé la situation sanitaire à Dumont d'Urville du point de vue du médecin de La Zélée et que les officiers n'avaient en effet rien demandé et que Dumont d'Urville a pris sa décision en toute connaissance de cause et qu'il doit assumer ses responsabilités.
À la suite de la publication du second volume de Le Guillou, certains membres des états-majors de L'Astrolabe et de La Zélée ayant participé à l'expédition ont écrit une lettre de protestation contre "une attaque injurieuse à la mémoire du contre-amiral Dumont d'Urville". Cette protestation a été signée par Clément Adrien Vincendon-Dumoulin, Jacques Bernard Hombron, Louis Jacques Ducorps, César Desgraz secrétaire de Dumont d'Urville, Pierre Marie Alexandre Dumoutier, Honoré Jacquinot, Louis Le Breton et Charles Hector Jacquinot. Elle a reçu l'adhésion en 1843 d'Eugène du Bouzet second de Jacquinot sur La Zélée.
Il est à noter que parmi les signataires, seuls Charles Hector Jacquinot, Honoré Jacquinot et Eugène du Bouzet étaient membres de l'état-major de la Zélée. Aucun autre officier de la Zélée, y compris Louis-Marie-François Tardy de Montravel et Aimé Coupvent-Desbois impliqués dans le différend entre Le Guillou et Dumont d'Urville, ni Charles Jules Adolphe Thanaron, cousin de Charles Jacquinot, ne l'on fait,. A l'exception de César Desgraz et de Charles Hector Jacquinot, tous les signataires ont 
été décorés le 25 janvier 1841 ou précédemment promus et tous, à l'exception de Louis Jacques Ducorps et d'Eugène du Bouzet, ont participé à la rédaction du voyage au pôle. Il est également à noter que les autres officiers de l'Astrolabe, au premier rang desquels Gaston de Rocquemaurel, n'ont pas signé cette protestation,.
Si la plupart des références relatant le voyage décrivent la situation sanitaire à bord de L'Astrolabe et de La Zélée, énumérant les morts ou qualifiant le voyage de "calvaire" et L'Astrolabe de "navire fantôme", elles sont bienveillantes à l'égard de Dumont d'Urville et peu font part de l'action et des critiques de Le Guillou de manière factuelle. Les références à la polémique entre Le Guillou et sa hiérarchie sont rares et s'appuient principalement sur des références primaires soutenant Jules Dumont d'Urville,. Ainsi le dictionnaire de la littérature française contemporaine daté de 1854 indique en fin de biographie d'Elie Le Guillou concernant son récit de voyage qu'"A la fin du second volume est une note injurieuse à la mémoire de M. Dumont d'Urville" reprenant mot pour mot les termes de la lettre de protestation de Jacquinot et consorts. La biographie de Dumont d'Urville parue dans la "Biographie Universelle Ancienne et Moderne" de 1855 fait référence aux "insinuations" de Le Guillou réfutées par "tous les autres membres de l'expédition" et ajoute que ses "attaques [ont été] fortement désapprouvées par le membre de l'Académie de Marseille, chargé de rendre compte de ce voyage". Le terme "tous les autres membres de l'expédition" est factuellement inexact et il s'avère de plus que le rapport du membre de l'Académie de Marseille précité, Firmin Catelin, ancien camarade et ami de Dumont d'Urville, signale sa différence d'opinion et désapprouve la critique que le Guillou fait parfois au chef d'expédition mais demande en conclusion de son rapport "d'accorder séance tenante le titre de membre correspondant de l'Académie Royale de Marseille" à Élie Le Guillou.
Une analyse plus récentes de la personnalité de Jules Dumont d'Urville, bien moins bienveillante, le présente comme « arrogant, orgueilleux, ambitieux, fort imbu de lui-même, misanthrope et craintif, qui est déstabilisé par les situations qui bousculent ses préjugés et qui développe avec la maladie qui le ronge des accès de paranoïa". »
Malgré ses reproches envers Dumont d'Urville, Le Guillou a néanmoins nommé le coléoptère Pacifister urvillei en son honneur.

### Le bilan humain de l'expédition
Le bilan humain de l'expédition commandée par Jules Dumont d'Urville n'est donné que de manière parcellaire et peu précise dans la plupart des références. Certains affirment par exemple qu'il y a eu "18 morts en 58 jours de traversée" sans spécifier qu'il s'agit du seul épisode de dysenterie et sans préciser qu'il s'agit du bilan pour les deux navires. Le Guillou lui-même indique pour la seule dysenterie, 19 morts puis 15 sans spécifier qu'il s'agit probablement du nombre de morts sur la seule Zélée pour le second chiffre. La source la plus précise reste la liste des membres d'équipage de L'Astrolabe et de La Zélée fournie par Jules Dumont d'Urville dans le premier tome de son récit de voyage.
Ainsi, au départ de Toulon le 7 septembre 1837, L'Astrolabe compte 85 hommes d'équipage et La Zélée 81 pour un total de 166 marins. Au gré des morts, des débarquements et des embarquements, L'Astrolabe verra passer à son bord 103 hommes et la Zélée 117 pour un total de 220. Au cours de l'expédition, 11 hommes de L'Astrolabe sont morts, 7 ont été débarqués pour cause de maladie et 7 ont déserté. Pour ce qui
concerne La Zélée, 18 hommes sont morts, 7 ont été débarqués pour cause de maladie et 10 ont déserté. Ainsi, 29 marins sont morts au cours de l'expédition, 14 ont été débarqués pour cause de maladie et 17 ont déserté. Si l'on considère que l'épidémie de dysenterie a sévi de début novembre 1839 à début janvier 1840, 23 hommes en sont morts en 2 mois, dont 15 de La Zélée 
(soit 18% des effectifs initiaux de ce navire). En additionnant les morts, les débarquements pour cause de maladie et les désertions, 60 marins ont quitté l'expédition de manière non régulière au cours de celle-ci soit 36% des effectifs initiaux et 27% des effectifs totaux.
Il est à noter que le bilan humain de la précédente expédition de L'Astrolabe (1826-1829) commandée par Jules Dumont d'Urville s'est soldé, après deux ans et dix mois de campagne, par douze décès et le débarquement de quatorze malades pour un effectif initial de près de 80 hommes, état-major compris.

## Héritage naturaliste
Elie Le Guillou a collecté, au cours de l'expédition de La Zélée, une collection minéralogique, déposée dans les galeries du Muséum National d'Histoire Naturelle, de près de 3000 échantillons de roches parfois associées à des fossiles dont l'un des rares échantillons collectés lors du débarquement en antarctique (label 8F636 MNHN).
Il rapporte également environ 1 500 espèces de plantes et de 1 200 à 1 500 animaux.
Pendant le voyage de La Zélée, Le Guillou a collecté des spécimens d'animaux qu'il a ensuite décrits,,,,,,,,,,, et dont il est l'auteur pour ceux qui se sont avérés nouveaux. La plupart des spécimens collectés sont déposés au Muséum National d'Histoire Naturelle de Paris.
Elie Le Guillou est notamment l'auteur d'insectes de la famille des Formicidae :
- Camponotus pallens (Le Guillou, 1842)[38],[44]
- Diacamma bispinosum (Le Guillou, 1842)[38],[45]
- Diacamma rugosum (Le Guillou, 1842)[38],[46]
- Formica amyoti Le Guillou, 1842[38] incertae sedis[45]
- Polyrhachis arcuata (Le Guillou, 1842)[38],[47]
- Polyrhachis armata (Le Guillou, 1842)[38],[46]
- Rhytidoponera araneoides (Le Guillou, 1842)[38],[44]

Il est également l'auteur d'insectes de diverses familles :
- Anomala bousqueti Le Guillou, 1844[42],[48] (Famille des Scarabaeidae)
- Ardices glatignyi (Le Guillou, 1841)[35],[49] (Famille des Erebidae)
- Catacanthus carrenoi (Le Guillou, 1841)[36],[50] (Famille des Pentatomidae)
- Chlorodes boisduvalaria (Le Guillou, 1841)[35] (Famille des Geometridae)
- Conocephalus maculatus (Le Guillou, 1841)[34],[51] (Famille des Tettigoniidae)
- Conocephalus oceanicus (Le Guillou, 1841)[34],[52] (Famille des Tettigoniidae)
- Dasygaster padockina (Le Guillou, 1841)[35] (Famille des Noctuidae)
- Deuterocolobius villosus (Le Guillou, 1844)[42],[53],[54] (Famille des Scarabaeidae)
- Eristalinus splendens (Le Guillou, 1842)[41],[55] (Famille des Syrphidae)
- Graeffea crouanii (Le Guillou, 1841)[34],[56] (Famille des Phasmatidae)
- Laccophilus yvietae Le Guillou 1844[42],[57] (Famille des Dytiscidae)
- Maira claripennis (Le Guillou 1842)[41],[58] (Famille des Asilidae)
- Oedipoda liturata Le Guillou, 1841[34] (Famille des Acrididae)
- Oedipoda maculata Le Guillou, 1841[34] (Famille des Acrididae)
- Onthophagus difficilis Le Guillou, 1844[42] (Famille des Scarabaeidae)
- Pacifister urvillei (Le Guillou, 1844)[42],[59],[60] (Famille des Histeridae)
- Perinoia caputranae (Le Guillou, 1841)[36],[61] (Famille des Aphrophoridae)
- Podalonia tydei (Le Guillou, 1841)[33],[62] (Famille des Sphecidae)
- Polistes stigma bernardii Le Guillou, 1841[33],[63] (Famille des Vespidae)
- Ropalidia lefebvrei (Le Guillou, 1841)[33],[64] (Famille des Vespidae)
- Ropalidia romandi (Le Guillou, 1841)[33],[65] (Famille des Vespidae)
- Sarconesiopsis magellanica (Le Guillou, 1842)[41],[66] (Famille des Calliphoridae)
- Sarcophaga propinqua[41],[67] (Famille des Sarcophagidae)
- Simodactylus tastui (Le Guillou, 1844)[42],[68] (Famille des Elateridae)
- Teleogryllus oceanicus (Le Guillou, 1841)[34],[69],[70](Famille des Gryllidae)
- Xyleutes persona (Le Guillou, 1841)[35],[71] (Famille des Cossidae)

Il a également décrit plusieurs Diplopodes :
- Acanthiulus blainvillei (Leguillou, 1841)[32],[72] (Famille des Pachybolidae)
- Julus longipes Le Guillou, 1841[32],[73] (Famille des Julidae)
- Julus roissyi Le Guillou, 1841[32],[73] (Famille des Julidae)
- Orthomorpha beaumontii (Le Guillou, 1841)[32],[74] (Famille des Paradoxosomatidae)
- Polydesmus denticulatus Le Guillou, 1841[32] incertae sedis[72] (Famille des Polydesmidae)
- Polydesmus impressus (Le Guillou, 1841)[32] (Famille des Polydesmidae)
- Spirobolus dorsalis (Le Guillou, 1841)[32],[75] (Famille des Spirobolidae)

Enfin, il est également l'auteur de gastéropodes :
- Clithon parvulum (Le Guillou, 1841)[37],[76],[77] (Famille des Neritidae)
- Clithon recluzianum (Le Guillou, 1841)[37],[76] (Famille des Neritidae)
- Clithon tritonense (Le Guillou, 1841)[37],[76] (Famille des Neritidae)
- Dendrotrochus arrowensis (Le Guillou, 1842)[40],[78],[79] (Famille des Trochomorphidae)
- Flammulina zebra (Le Guillou, 1842)[40],[80] (Famille des Charopidae)
- Helix oceanica Le Guillou, 1842[40] incertae sedis[81]
- Helix subgranosa Le Guillou, 1842[40] incertae sedis[82] (Famille des Camaenidae)
- Hemiglyptopsis fouillioyi (Le Guillou, 1845)[43],[79] (Famille des Chronidae)
- Irenella nouleti (Le Guillou, 1842)[40],[83] (Famille des Helicarionidae)
- Nerita ellyptica Le Guillou, 1841[37] nomen dubium[84]
- Nerita maculifera Le Guillou, 1841[37],[85] nomen nudum[84] (Famille des Neritidae)
- Nerita ocellata Le Guillou, 1841[37],[86],[76]
- Nerita olivaria Le Guillou, 1841[37],[86],[76]
- Nerita quoyi Le Guillou, 1841[37] taxon inquirendum
- Nerita trifasciata Le Guillou, 1841[37],[87] (Famille des Neritidae)
- Papuina blainvillei (Le Guillou, 1842)[40],[78] (Famille des Camaenidae)
- Planispira cyclostomata (Le Guillou, 1842)[40],[26] (Famille des Camaenidae)
- Planispira quadrifasciata (Le Guillou, 1842)[40],[88] (Famille des Camaenidae)
- Planispira torticollis (Le Guillou, 1842)[40],[78] (Famille des Camaenidae)
- Polinices candidissimus (Le Guillou, 1842)[39],[89](Famille des Naticidae)
- Septaria apiata (Le Guillou in Récluz, 1841)[90],[91] (Famille des Neritidae)
- Septaria macrocephala (Le Guillou in Récluz, 1841)[90],[91] (Famille des Neritidae)
- Trochomorpha approximata (Le Guillou, 1842)[40],[92](Famille des Trochomorphidae)
- Trochomorpha ternatana (Le Guillou, 1842)[40],[93],[79] (Famille des Trochomorphidae)
- Vanikoro helicoidea (Le Guillou, 1842)[39],[77] (Famille des Vanikoridae)
- Xanthomelon jannellei (Le Guillou, 1842)[40],[94] (Famille des Camaenidae)
- Xesta citrina spiralis (Le Guillou, 1845)[43],[78] (Famille des Helicarionidae)
- Xesta tritoniensis (Le Guillou, 1842)[40]

### Hommages
Rendant hommage à son travail, certains auteurs ont nommé de nouvelles espèces en son honneur avec les épithètes 
leguilloui, guillouana ou leguillouana.
Certaines se sont avérées invalides comme Cicindela leguilloui Guérin-Méneville, 1841 synonyme de Cicindela angulata Fabricius, 1798, Lycosa guillouana Walckenaer, 1847 nomen dubium ou Nerita leguillouana Récluz, 1842 synonyme de Nerita undata Linnaeus, 1758.
D'autres sont toujours valides comme :
- Rhinoscapha leguilloui (Guérin-Méneville, 1841)[95]
- Crematogaster irritabilis leguilloui Emery, 1900[99]

Enfin, certains spécimens rapportés par Le Guillou ont servi à la description originale de certaines espèces comme
les araignées Molinaranea magellanica (Walckenaer, 1847) et Argiope bougainvilla (Walckenaer, 1847).

## Liste partielle de publications et d'ouvrages
- Le Guillou, E. 1841. Catalogue raisonné des Insectes recueillis pendant la voyage de circumnavigation des Corvettes l'Astrolabe et la Zélée pendant les années 1837 à 1840. L'Institut, Journal général des Sociétés et Travaux scientifiques de la France et de l'Étranger, 9(399): 279-280. (lire en ligne)
- Le Guillou, E. J. F. 1841. Description de 20 espèces nouvelles appartenant à diverses familles d'hyménoptères. Revue Zoologique, 1841: 321-325. (BHL)
- Le Guillou, E. 1841. Description de 23 espèces nouvelles d'Orthoptères, recueillies pendant son voyage autour du monde sur la Zélée. Revue et Magasin de Zoologie Pure et Appliquée, 1841: 291-295.(BHL)
- Le Guillou, E. J. F. 1841. Description de huit espèces de Lépidoptères découvertes pendant le voyage de la Zélée. Revue Zoologique par la Société Cuvierienne, 4: 257-258.(BHL)
- Le Guillou, E. J. F. 1841. Description des hyménoptères nouveaux recueillis pendant le voyage de la Zélée. Revue Zoologique par la Société Cuvierienne, 4: 260-263 (BHL)
- Le Guillou, E. J. F. 1841. Description de quatorze Nérites nouvelles. Revue zoologique par la Société cuvierienne, 4: 343-347. (BHL)
- Le Guillou, E. J. F. 1841 [1842]. Catalogue raisonné des insectes hyménoptères recueillis dans le voyage de circumnavigation des corvettes l'Astrolabe et la Zélée. Annales de la Société Entomologique de France, 10: 311-324. (BHL)
- Le Guillou, E. 1842. Description de quelques espèces nouvelles des genres Natice, Sigaret et Ampullaire. Revue Zoologique, par la Société Cuviérienne, 5: 104-105. (BHL)
- Le Guillou, E. 1842. Description de vingt-sept espèces d'Hélices nouvelles. Revue Zoologique par la Société Cuvierienne, 5: 136-141. (BHL)
- Le Guillou, E. J. F. 1842. Description de sept diptères nouveaux, recueillis pendant le voyage autour du monde de l'Astrolabe et la Zélée. Revue Zoologique, par la Société Cuviérienne, 5: 314-316.(BHL)
- Le Guillou, E. J. F. 1844. Description de vingt insectes coléoptères recueillis pendant le voyage autour du monde de l'Astrolabe et la Zélée. Revue zoologique par la Société Cuvierienne, 7: 220-225.(BHL)
- Le Guillou, E. 1845. Description de six Hélices nouvelles. Revue zoologique par la Société cuvierienne, 8: 187-188.